# Michiel de Ruyter
Michiel Adriaenszoon de Ruyter  (ur. 24 marca 1607, zm. 29 kwietnia 1676) – najsłynniejszy admirał w historii Holandii, uważany za jednego z najznakomitszych morskich dowódców w dziejach świata. Walczył z Anglią w pierwszych trzech wojnach angielsko-holenderskich, odnosząc szereg wielkich zwycięstw.

## Początki
De Ruyter urodził się w 1607 we Vlissingen jako syn dostawcy piwa. Niewiele wiadomo o wczesnych latach życia de Ruytera. Prawdopodobnie już w wieku 11 lat został żeglarzem (oczywiście na początku jako chłopiec okrętowy). W 1622 walczył jako muszkieter w holenderskiej armii pod Maurycym Nassau przeciwko wojskom hiszpańskim podczas odsieczy twierdzy Bergen op Zoom. W tym samym roku powrócił na morze i zaciągnął się do floty handlowej, rozpoczynając stałą pracę na morzu. 
Według angielskich źródeł, w latach 1623–1631 pracował w Dublinie jako agent domu kupieckiego z Vlissingen należącego do braci Lampsins. Chociaż holenderskie źródła milczą na temat tego okresu jego życia, wiadomo, że de Ruyter potrafił mówić płynnie po irlandzku. Okazjonalnie mógł przewozić nadzwyczajny ładunek na Morze Śródziemne lub na wybrzeże berberyjskie. W tych latach odnosił się do siebie jako Machgyel Adirensoon.
W 1631 poślubił córkę farmera Maayke Velders. Małżeństwo nie trwało długo; w końcu 1631 Maayke zmarła, wydając na świat córkę, która zmarła w trzy tygodnie po matce.
W 1633 de Ruyter wyruszył w rejs do arktycznej wyspy Jan Mayen jako zastępca kapitana statku wraz z flotą złożoną z pięciu statków wielorybniczych. Uczestniczył ponownie w tego typu rejsach w latach: 1634 i 1635. Dotąd nie dowodził jeszcze statkiem. Latem 1636 ożenił się ponownie. Tym razem z Neeltje Engels, córką zamożnego obywatela, która dała mu czwórkę dzieci. Jedno z nich zmarło zaraz po urodzeniu, pozostałe nosiły imiona Adriaen (1637), Neeltje (1639) i Aelken (1642). 
W 1637 de Ruyter został kapitanem prywatnego statku przeznaczonego do zwalczania tzw. dunkierskich łupieżców, którzy dawali się we znaki holenderskim statkom kupieckim. Swoje obowiązki łowcy piratów, dzięki którym zdobył swoje pierwsze doświadczenia w walce na morzu, wypełniał do 1640. Po krótkim okresie, gdy pływał jako szyper kupieckiego statku „Vlissinge”, skontaktowała się z nim Admiralicja Zelandii, proponując mu stanowisko kapitana okrętu „Haze”, który był statkiem handlowym przerobionym na okręt liniowy z 26 działami na pokładzie, służącym we flocie dowodzonej przez admirała Gijselsa, walczącego z Hiszpanami i wspierającego Portugalczyków w ich walce o niepodległość swej ojczyzny. W 1641 de Ruyter został kontradmirałem.
Holenderska flota, z de Ruyterem jako trzecim z kolei w komendzie, pobiła hiszpańsko-dunkierską flotę podczas akcji koło Przylądka Świętego Wincentego 4 listopada 1641. Po powrocie kupił swój własny statek „Salamander” i pomiędzy 1642 a 1652 zajmował się kursami i frachtem do Maroka i Indii Zachodnich, stając się zamożnym kupcem. Jednocześnie rosła jego sława wśród holenderskich kapitanów dzięki wykupywaniu i uwalnianiu chrześcijańskich niewolników za własne pieniądze.
W 1650 żona De Ruytera, która w 1649 dała mu drugiego syna o imieniu Engel, niespodziewanie zmarła. Dnia 8 stycznia 1652 poślubił wdowę o nazwisku Anna van Gelder i zdecydował, że czas już odejść na zasłużony odpoczynek. Kupił dom we Vlissingen, lecz spokojne życie rodzinne nie trwało długo.

## Pierwsza wojna angielsko-holenderska
Podczas pierwszej wojny angielsko-holenderskiej (1652-1654), de Ruyter został poproszony do wstąpienia do rozwijającej się floty jako subcomander; po początkowej odmowie, że nie ma kwalifikacji do takiej pracy, de Ruyter spróbował swych sił pod wodzą admirała Maartena Trompa, wygrywając bitwę pod Plymouth. Śmierć Trompa podczas bitwy pod Scheveningen zakończyła wojnę i de Ruyter odrzucił ofertę Johana de Witta, by przejąć naczelne dowództwo, ponieważ uważał, że nie nadaje się do tego, a także obawiał się, że pominięcie reguły starszeństwa skonfliktuje go z Witte de With i Johanem Evertsenem (później de Ruyter i de With stali się bliskimi przyjaciółmi). W takim przypadku nowym naczelnym dowódcą połączonej floty został pułkownik Jacob van Wassenaer Obdam. De Ruyter – po taktownej odmowie proponowanego stanowiska asystenta Obdama – pozostał w służbie w holenderskiej marynarce wojennej i później przyjął ofertę admiralicji Amsterdamu, stając się jej wiceadmirałem 2 marca 1654. Do miasta przeniósł się z rodziną w 1655.

## Lata 1655-1663
W lipcu 1655 de Ruyter objął dowództwo ósmej eskadry z okrętem flagowym „Tijdverdrijf” i popłynął na Morze Śródziemne eskortując 55 statków kupieckich. Jego rozkazy miały chronić holenderski handel. Spotkawszy angielską flotę dowodzoną przez Roberta Blake'a, postanowił uniknąć incydentu. 
Po zniszczeniu wielu okrętów pirackich i negocjacjach umowy pokojowej z piratami z Salé, de Ruyter wrócił do domu w maju 1656.
W tym samym miesiącu holenderskie Stany Generalne, coraz bardziej obawiając się króla Szwecji Karola Gustawa i jego planów ekspansji, zdecydowały się wysłać flotę na Bałtyk. Szwedzi kontrolowali ten obszar po inwazji Karola Gustawa na Polskę. De Ruyter jeszcze raz wsiadł na „Tijdverdrijf” i przybył do Sundu 8 czerwca; tam oczekiwał na przybycie admirała Obdama. Gdy tylko Obdam przejął komendę, 27 lipca de Ruyter i holenderska flota pożeglowały na ratunek oblężonemu Gdańskowi. Miesiąc później podpisany został pokój. Przed opuszczeniem Bałtyku de Ruyter i inni wyżsi oficerowie ekspedycyjnej floty holenderskiej zostali przyjęci na audiencji króla Danii Fryderyka III. De Ruyter i król Danii w przyszłości stali się osobistymi przyjaciółmi.
W 1658 Stany Generalne zdecydowały się ponownie wysłać flotę na Bałtyk, by osłonić ważny handel bałtycki oraz by pomoc Duńczykom w ich walkach ze szwedzką agresją. W zgodzie z holenderską polityką równowagi sił flota pod wodzą admirała-porucznika Obdama popłynęła w kierunku Morza Bałtyckiego. Dnia 8 listopada doszło do bitwy w Sundzie, w wyniku której Holendrzy pobili szwedzką flotę, uwalniając Kopenhagę. Szwedzi nadal byli potężni i Stany Generalne zdecydowały się kontynuować swoje wsparcie. De Ruyter otrzymał komendę nad nową flotą ekspedycyjną i doprowadził do uwolnienia Nyborga w 1659. W nagrodę za to otrzymał duńskie szlachectwo od króla Fryderyka III.

## Druga wojna angielsko-holenderska
W 1664, rok przed drugą wojną angielsko-holenderską, De Ruyter starł się z Anglikami u wybrzeży Afryki Zachodniej, gdzie zarówno Anglicy jak i Holendrzy posiadali ważne przystanki niewolnicze. Odzyskał tam holenderskie posiadłości okupowane przez admirała Roberta Holmesa. 
Następnie przepłynął Atlantyk i dokonał najazdu na brytyjskie kolonie w Ameryce. Przybywszy do Barbadosu na Karaibach w końcu kwietnia 1665 na swoim okręcie flagowym „Spiegel”, poprowadził swą flotę liczącą 13 okrętów do Carlisle Bay, gdzie doszło do wymiany ognia z angielskimi bateriami fortowymi. De Ruyter zniszczył wiele statków, które stały tam zakotwiczone. Nie mogąc uciszyć angielskich dział i odniósłszy poważne uszkodzenia, wycofał się do francuskiej Martyniki dla dokonania napraw uszkodzonych okrętów.
Płynąc z Martyniki na północ, de Ruyter zdobył wiele angielskich statków oraz dostarczył zaopatrzenie do holenderskiej kolonii w Sint Eustatius.
Po naprawie uszkodzeń zdecydował się zaatakować Nowy Jork (dawniej Nowy Amsterdam), aby odzyskać Nową Holandię. Następnie skierował się do Nowej Fundlandii, zdobywając po drodze kilka angielskich kutrów rybackich i tymczasowo zdobywając Saint John’s. Następnie zawrócił do Europy.
Wraz z powrotem do Holandii doszła do niego wieść, że Van Wassenaer zginął w katastrofalnej bitwie pod Lowestoft. Wielu oczekiwało, że syn Trompa Cornelis przejmie naczelne dowództwo floty holenderskiej, szczególnie tak myślał sam Cornelis Tromp. Tromp był jednak nie do zaakceptowania dla regencyjnego rządu Johana de Witta, z powodu jego poparcia dla księcia Orańskiego. Po heroicznym powrocie wzrosła popularność de Ruytera i 11 sierpnia 1665 jako admirał-porucznik (rangę tę posiadało jeszcze czterech innych wodzów holenderskich) został naczelnym wodzem floty holenderskiej.
W tej drugiej wojnie angielsko-holenderskiej (1665-1667) zwyciężył po ciężkim boju w słynnej Czterodniowej Bitwie (czerwiec 1666), jednak ledwie uniknął katastrofy w bitwie pod North Foreland (sierpień 1666), co doprowadziło do konfliktu z Cornelisem Trompem doprowadzając w końcu do dymisji Trompa. De Ruyter wkrótce poważnie zachorował, jednak zdążył wyzdrowieć na czas, by objąć nominalne dowództwo nad flotą dokonującą najazdu na Medway w 1667. Najazd na Medway był kosztowną i wstydliwą porażką Anglii, w której stracono potężny okręt HMS „Royal Charles”. Klęska ta znacznie przybliżyła koniec wojny.

## Trzecia wojna angielsko-holenderska i śmierć
De Ruyter uratował położenie Holandii w trzeciej wojnie angielsko-holenderskiej. Jego strategiczne zwycięstwa nad wielkimi angielsko-francuskimi flotami w bitwie pod Solebay (1672), podwójnej bitwie pod Schooneveld (1673) i bitwie pod Kijkduin (1673) uniemożliwiły inwazję na wybrzeżach Holandii. Ranga Porucznika-Admirała-Generała (tlum. z ang. Lieutenant-Admiral-General) stworzona została specjalnie dla niego w lutym 1673.
Ponownie podejmując walkę na Karaibach, tym razem przeciwko Francji, de Ruyter przybył na Martynikę na pokładzie swego okrętu flagowego „Zeven Provinciën” 19 lipca 1674. Prowadził poważne siły złożone z 18 okrętów, 9 statków handlowych i 15 transportowców z 3400 żołnierzami na pokładzie. Podczas próby ataku na Fort Royal, flota de Ruytera schroniła się przed wiatrem, pozwalając znacznie słabszym liczebnie francuskim siłom wzmocnić swoje fortyfikacje i przygotować się do obrony.

Rycina przedstawiająca uroczysty kondukt żałobny Michiela de Ruijter przed Nieuwe Kerk w Amsterdamie

Następnego dnia świeżo umieszczone bariery powstrzymały de Ruytera od wpłynięcia do przystani. Nie zważając na to, holenderscy żołnierze wylądowali na brzegu bez wsparcia okrętowej artylerii i ponieśli ciężkie straty podczas próby dotarcia do francuskich fortyfikacji położonych się na szczycie stromych urwisk.
Po dwóch godzinach żołnierze wrócili pobici, mając 143 zabitych i 318 rannych, podczas gdy Francuzi stracili 15 ludzi. Stanęło to na zawadzie ambicji admirała, więc wykorzystując element zaskoczenia popłynął na północ do Dominiki i Nevis, jednak gdy wśród załogi jego okrętów zaczęła szerzyć się epidemia, musiał zawrócić do Europy.
W 1676 objął komendę nad połączoną flotą holendersko-hiszpańską mającą pomóc Hiszpanom stłumić powstanie w Messynie i w walce z francuską flotą dowodzoną przez Duquesne'a. Stoczył na Morzu Śródziemnym dwie bitwy – pod Stromboli i pod Augustą. Pod Augustą został ciężko raniony kulą działową w obie nogi, w wyniku czego zmarł 29 kwietnia w Syrakuzach. Dnia 18 marca 1677 odbył się państwowy pogrzeb, a ciało jego spoczęło w kościele Nieuwe Kerk w Amsterdamie.
De Ruyter zdobył sobie wśród swych podkomendnych marynarzy i żołnierzy wielki szacunek. Był człowiekiem niezważającym na dzielącą ludzi hierarchię, co w połączeniu z jego skromnością sprawiało, że podkomendni uważali go nie tylko za swego wodza, ale także za swego przyjaciela. Nazywali go Dziadkiem (hol. Bestevâer). Pomimo swojej ostrożnej natury nigdy nie cofał się przed śmiałymi i ryzykownymi przedsięwzięciami. Dzięki swemu geniuszowi przedsięwzięcia te zamieniał w sukcesy.

## Odznaczenia
- 1667: francuski Order Świętego Michała[3]

## Literatura
- David Marley, Wars of the Americas: A Chronology of Armed Conflict in the New World, 1492 to the Present, ABC-CLIO, Santa Barbara, 1998 (pp. 159, 165, 177–179). ISBN 0-87436-837-5
- Roger Hainsworth and Christine Churches, The Anglo Dutch Naval Wars 1652-1674, Sutton Pub Ltd, 1998
- R. Prud’homme van Reine, Rechterhand van Nederland. Biografie van Michiel Adriaenszoon de Ruyter, (Amsterdam 1996)
- Oliver Warner, Great Sea Battles, Spring Books London, 1973
- Warnsinck, JCM, Twaalf doorluchtige zeehelden. PN van Kampen & Zoon NV, 1941
- Warnsinck, JCM, Van Vlootvoogden en Zeeslagen, PN van Kampen & Zoon, 1940
- Blok, PJ, Michiel Adriaansz. de Ruyter (1928)